# La princesa y el piloto
La princesa y el piloto (とある飛空士への追憶 Toaru Hikūshi e no Tsuioku?, Lit. "Recuerdo de cierto piloto") es una novela ligera japonesa de 2008 de Koroku Inumura. Una adaptación cinematográfica de anime se estrenó en los cines japoneses el 1 de octubre de 2011.
La película Toaru Hikūshi e no Tsuioku fue una coproducción por estudios de animación Madhouse y TMS Entertainment, y  esté fue dirigido por Jun Shishido. El reparto de esta película era oficialmente revelado el 19 de mayo de 2011.

## Trama
La novela ligera romántica y  bélica  de Koroku Inumura gira en torno a Charles Karino, un piloto aéreo mercenario del Reino de Levamme y Juana del Moral, una princesa de la familia del Moral. Charles, que es el mejor piloto de combate de todo el Reino, vive con los mercenarios y es menospreciado por los soldados regulares del Reino, pero un día se hace cargo del hidroavión de reconocimiento biplaza Santa Cruz después de recibir una misión sorpresa: sobrevuela 12.000 kilómetros de aguas enemigas para proteger a la princesa antes mencionada después de que su mansión fuera bombardeada por los pilotos de combate del Imperio Amatsuviano y su padre, Diego del Moral, falleciera. Esta misión sería una operación encubierta que requeriría que los otros mercenarios y fuerzas hicieran el papel de señuelo. Pero después de tener sospechas desde el inicio de la misión, Charles finalmente descubre que tanto la operación original como la operación encubierta han sido descubiertas por el enemigo decodificando los telégrafos militares enviados por el príncipe heredero Carlo a Juana. Aunque esto indigna mucho a Charles, acepta continuar con la misión. A lo largo de toda la misión, se dan a conocer sobre el carácter y la historia de cada uno, por lo que se unen emocionalmente el uno al otro, mientras se esconden, sobreviven y derrotan los peores ataques del enemigo, soportando dificultades. Al final de la misión, aunque Charles recibe una gran recompensa de forma despectiva, lo tira todo y se va con su avión. No queda claro qué le sucedió después o si esos dos se volvieron a encontrar o no. Más tarde, la princesa, después de convertirse en reina de Lavamme, continúa creando una paz duradera entre los dos bandos en guerra..

## Reparto
Charles Karino (狩乃 シャルル Karino Sharuru?)
Voz por: Ryūnosuke Kamiki
Un piloto mercenario nacido en Levamme que asume una misión secreta de escolta para proteger a una chica que es la futura princesa consorte del estado. Está sujeto a una severa discriminación racista debido a su herencia mixta (comparte una herencia mestiza que consiste en el Imperio Amatsukami, el estado enemigo del Imperio Levamme en la guerra). Debido a la mala memoria de su vida por el racismo, estaba ansioso por probarse a sí mismo y jura volar en el cielo como aviador como su pasión de toda la vida, porque "no hay casta, raza, estatus social y otras desigualdades entre todos. "según su propia cuenta. Aunque nunca fue reconocido oficialmente debido a su raza y estatus social como un as de la aviación, es extremadamente talentoso en vuelo y combate aéreo y se sabe que ha superado a todos los pilotos as dentro del reino en varios ejercicios y prácticas.
Juana del Moral (ファナ・デル・モラル Fana deru Moraru?)
Voz por: Seika Taketomi
La futura princesa consorte, una mujer extremadamente hermosa con cabello plateado. Aunque ha tenido una vida aislada debido a su nacimiento real, es una dama elegante, educada y compasiva por carácter. Tras una propuesta de matrimonio del príncipe del estado en plena guerra, es sometida a un intento de asesinato realizado por el enemigo. Por lo tanto, para llevarla de regreso al continente, el alto mando militar ha organizado una misión secreta de escolta, operada por Charles Karino, para llevarla más allá de la línea enemiga y llevarla de regreso al continente del estado. A diferencia de muchos otros compañeros de la nobleza y compatriotas, detesta el racismo hacia los mestizos y muestra aceptación y respeto por Charles. Aunque no se dio cuenta al principio, una vez tuvo otro encuentro con Charles en su infancia.

## Manga
Fue adaptado al manga, siendo ilustrado por Maiko Ogawa, fue serializado por  la editorial Shogakukan, en la revista  Gekkan Shōnen Sunday desde el 12 de agosto de 2009 al 12 de febrero de 2011. Shogakukan compiló sus capítulos a cuatro volúmenes tankōbon, lanzados entre el 12 de enero de 2010  y 12 de septiembre de 2011.